# Josep Quint Zaforteza i Amat
Josep Quint Zaforteza i Amat o Josep Zaforteza Amat (Palma, 1894 - 1965) va ser un polític mallorquí. Fill i hereu de Josep Quint Zaforteza i Crespí de Valldaura, fou conegut des de la mort del seu pare com a Josep Quint Zaforteza. Fou cap dels carlins xavieristes de Mallorca.
Va ser el primer president del Mallorca Lawn Tennis Club. Fou fundador i vicepresident de l'Associació per la Cultura de Mallorca (1923). El gener de 1931, s'incorporà al Centre Autonomista de Mallorca i formà part del comitè mixt Centre Autonomista - Partit Regionalista L'abril del mateix any, fou elegit regidor de Palma pel Centre Autonomista de Mallorca. El juny de 1931, abandonà el Centre Autonomista perquè aquest acceptà de manera explícita la Segona República. Fou president del Centre Tradicionalista de Palma i dirigí el carlisme mallorquí, que el 1933 s'estructurà amb el nom de Comunió Tradicionalista de Balears. Col·laborà a la revista Reconquista(1933), on publicà una sèrie d'articles per defensar la pluralitat d'Espanya i la validesa del foralisme com a mitjà per a la descentralització. Participà en la trama insurgent prèvia al 19 de juliol de 1936 i, en el seu casal de Palma, els conjurats hi tengueren reunions. Durant la Guerra Civil ocupà el càrrec de president de la Diputació de Balears (1937-39) i, interinament, de governador civil (maig-setembre de 1937). No compartí les actuacions dels falangistes que crearen un clima de terror i assassinaren moltes persones sense causa ni judici. Quan el carlisme fou unificat amb la Falange (1937), es convertí en el cap del carlisme.